# 劇団とっても便利
劇団とっても便利（げきだんとってもべんり）は、京都府に拠点を置くミュージカル劇団、映画製作会社、出版社。チャップリン研究の第一人者でもある大野裕之が作曲・脚本・演出を担当する。メンバーの大半を京都大学出身者で占める。

## 来歴
- 1995年に、京大映画部を母体にして京都大学学生らを中心に旗揚げ。
- 2003年　ミュージカル「美しい人」東京公演でアリス賞受賞
- 2005年　小川眞由美を迎えて「天守物語」を上演。以降、三年連続で小川と共演
- 2008年　青山円形劇場、OBP円形ホールでミュージカル「complex」公演
- 2009年　博品館劇場と大阪OBPホールでミュージカル「ミュージカル・スターは夢を見る・・・」
- 2014年　映画『太秦ライムライト』（福本清三・山本千尋・松方弘樹・小林稔侍出演）を製作。大野裕之が脚本とプロデューサーを担当。

## 作風
ドラマ性の強いロンドン・ミュージカルに強い影響を受けており、およそミュージカルになりそうにないテーマまでも取り上げて、関西屈指の動員を誇る。ミュージカル劇団ではあるが、小川眞由美とジョイント公演を行うなど意表をつく活動もある。2003年にミュージカル「美しい人」東京公演でアリス賞受賞。演出を担当する大野裕之は2008年に新歌舞伎座で松井誠特別公演の演出を、新歌舞伎座史上最年少で担当するなど活躍の場をひろげつつある。2014年公開予定の映画『太秦ライムライト』（脚本・プロデューサー＝大野裕之）を製作し、モントリオールのファンタジア映画祭で最優秀作品賞、ニューヨーク・アジアン・フィルム・フェスティバル観客賞、おおさかシネマフェスティバル特別賞、京都文化芸術表彰を受賞するなど高い評価を受けた。

## 作品
- 2003年　「美しい人」（大阪・東京・京都）
- 2005年　「天守物語」（野外劇・京都）出演：小川真由美
- 2007年　「complex」（青山円形劇場、OBP円形ホール、共同主催）　出演：高嶺ふぶき、上杉祥三、うえだ峻、須藤温子、本田有花、柴田かよこ、丹羽実麻子、多井一晃　音楽監督は砂守岳央
- 2009年　博品館劇場と大阪OBPホールでミュージカル「ミュージカル・スターは夢を見る…」制作協力。大野裕之が作曲・脚本・演出を担当。出演は小柳ルミ子、宇都宮直高、大門正明、上杉祥三、丹羽実麻子、多井一晃、鷲尾直彦、吉田悠来、沖田星子、佐藤都輝子ほか。
- 2011年　大阪HEP HALLでミュージカル「信長とボク　ボクのママ」公演を主催。大野裕之が作曲・脚本・演出を担当。出演は高嶺ふぶき、福本清三、他東映剣会メンバーと、丹羽実麻子、多井一晃、鷲尾直彦、佐藤都輝子、中島ボイルほか。
- 2014年　映画『太秦ライムライト』（福本清三・山本千尋・松方弘樹・小林稔侍出演）を製作。
- 2019年　映画『葬式の名人』（前田敦子・高良健吾・白洲迅出演）を製作。
- 2021年　映画『ミュジコフィリア』（井之脇海・松本穂香・山崎育三郎出演）を製作。

## メンバーの主な外部出演
- 2007年　多井一晃が朝の連続テレビ小説「ちりとてちん」に出演
- 2008年　丹羽実麻子沖田星子らが朝の連続テレビ小説「だんだん」に出演
- 2008年　大野裕之が新歌舞伎座の松井誠特別公演を演出。沖田星子、吉田悠来、多井一晃が出演
- 2008年　大野裕之が御園座の松井誠特別公演を演出。沖田ら5人が出演
- 2009年　鷲尾直彦、松田文香がNHK土曜時代劇「浪花の華」に出演
- 2010年　鷲尾直彦、多井一晃らが、映画「大奥」に出演
- 2011年　佐藤都輝子が、帝劇「細雪」に出演
- 2012年　鷲尾直彦中島ボイルらが、ドラマ大奥に出演